# Stig de la Berg
Stig de la Berg, född Stig Henning Doricie de la Berg 5 maj 1913 i Landskrona, död 5 juli 1975 i Maria Magdalena församling, Stockholm, var en svensk operasångare, sångpedagog och skådespelare.
Han var son till lokföraren Eric Dahlberg De la Berg och Anna Lydia Johansson samt bror till klarinettisten Morgan de la Berg och militärmusikdirektören Marc de la Berg. Han studerade vid Musikaliska Akademien från 1937 och senare vid Operaskolan samt Akademie der Tonkunst i München. Under många år var han anställd vid Riksteatern.
Han är begravd på Norra begravningsplatsen utanför Stockholm.

## Filmografi
- 1964 – Älskande par
- 1966 – Syskonbädd 1782

## Teater
- 1941 – Värmlänningarna (Eriksdalsteatern)

### Fotnoter
1. ↑  Landskrona församlingsbok Riksarkivet
2. ↑  ”Stig de la Berg”. Svensk Filmdatabas. http://sfi.se/sv/svensk-filmdatabas/Item/?type=PERSON&itemid=67244&ref=%2ftemplates%2fSwedishFilmSearchResult.aspx%3fid%3d1225%26epslanguage%3dsv%26searchword%3dStig+de+la+Berg%26type%3dPerson%26match%3dBegin%26page%3d1%26prom%3dFalse. Läst 3 oktober 2012.
3. ↑  SvenskaGravar